# Svit
Svit (mađarski: Szvit, njemački: Svit) grad je u Prešovskom kraju u sjeveroistočnoj Slovačkoj. Upravno pripada Okrugu Poprad. 

## Povijest
Svit je jedan od najmlađih Slovačkih gradova, osnovala ga je 1934. tvrtka za proizvodnju obuće Bata u skladu s politikom tvrtke za postavljanjem naselja oko tvornica. Svit je kratica za "Slovački  viskoza tvornica". (Također, riječ "svit" znači "sjaj" na slovačkom jeziku.). Svit je najmanji grad u Slovačkoj po površini prostire se na 4,5 km², sa 7931 stanovnika.

## Stanovništvo
| Godina:     | 1993. | 2003.   | 2013.   | 2023.   |
| ----------- | ----- | ------- | ------- | ------- |
| Broj ljudi: | 7514  | 7473    | 7679    | 7686    |
| Razlika:    |       | -0,54 % | +2,75 % | +0,09 % |

| Godina:     | 2022. | 2023.   |
| ----------- | ----- | ------- |
| Broj ljudi: | 7714  | 7686    |
| Razlika:    |       | -0,36 % |

Po popisu stanivništva iz 2001. godine grad je imao 7.445 stanovnika.
- Slovaci 96,44 %
- Romi 1,11 %
- Česi 0,79 %

Prema vjeroispovijesti najviše je rimokatolika 62,53 %, ateista 20,67 %,  luterana 8,62 % i grkokatolika 4,00 %.

## Vanjske poveznice
- Službena stranica grada

### Ostali projekti
|  | Zajednički poslužitelj ima još gradiva o temi Svit |